# Pheidole gilva
Pheidole gilva  (лат.) — вид муравьёв рода Pheidole из подсемейства Myrmicinae (Formicidae). Эндемик Перу (Южная Америка; Cuzco Amazónico, в 15 км с.-в. от города Пуэрто-Мальдонадо, регион Мадре-де-Дьос). Мелкие муравьи желтоватого цвета (2—3 мм). Проподеальные шипы на заднегрудке равны половине длины проподеальной базальной поверхности, предшествующей им; постпетиоль сверху ромбовидный; голова в многочисленных продольных морщинках и бороздках. Усики рабочих 12-члениковые с 3-члениковой булавой. Ширина головы (HW) — 0,56—1,12 мм, длина головы — (HL) 0,62—1,10, длина скапуса усика (SL) — 0,62—0,64, длина глаза (EL) — 0,08—0,14, ширина петиоля (PW) — 0,38—0,56. Сходен с такими видами как Pheidole angulifera, Pheidole erratilis, Pheidole schmalzi и Pheidole viriosa. Видовое название (gilva) дано по внешней окраске рабочих муравьёв.